# Franziska Menke
Franziska Menke, artiestennaam Fräulein Menke (Hamburg, 4 november 1960) is een Duitse zangeres.

## Jeugd en opleiding
Franziska Menke is de dochter van de in 2001 overleden producent Joe Menke van de countryband Truck Stop en de zangeres Karin Menke uit het koor van Bert Kaempfert. Ze groeide op in Maschen, gemeente Seevetal en voltooide de middelbare school. Op 18-jarige leeftijd verhuisde ze naar Berlijn.

## Carrière

### De jaren 1980
In mei 1980 nam ze haar eerste single Wie Du Bist op, die zich oriënteerde op de toenmalig actuele discosound. Twee jaar later kwam de doorbraak, toen ze in Hamburg met haar producent Harry Gutowski een eigen nummer schreef als Fräulein Menke. In mei 1982 verscheen bij Polydor de single Hohe Berge. Passend bij de song werd tijdens haar optreden een op new wave afgestemd dirndl haar handelsmerk. Met dit nummer beklom ze de top 10 van de Duitse singlehitlijst en behoorde ze tot een van de eerste NDW-artiesten, die werden uitgenodigd in de ZDF-Hitparade. Van de single werden tot heden 2,5 miljoen exemplaren verkocht.
Ook de daarop volgende single Traumboy bereikte de Duitse hitlijsten en ze werd weer uitgenodigd in de ZDF-Hitparade. Tijdens de repetities waren er heftige discussies omtrent Menkes outfit. Ze had voor het optreden een trouwjurk met de daarbij behorende sluier laten ontwerpen en maken. De begeleiders van de hitparade waren niet te spreken over deze outfit en verzochten haar, zonder sluier op te treden. Tijdens de live-uitzending haalde Menke de sluier echter tevoorschijn en zette hem op.
Door de lezers van het tijdschrift Bravo werd Fräulein Menke in 1982 tot een van de tien populairste zangeressen gekozen. In 1983 verscheen de single Tretbot in Seenot, die zich ontwikkelde tot een verdere hit en een 24e plaats scoorde in de Duitse hitlijsten en tot heden een klassieker van de NDW mag worden genoemd. Het succes begon te verminderen en twee verdere singles uit 1983 en 1984 misten de hitlijsten. Aan het einde van de jaren 1980 verdiende ze haar geld met het componeren van reclamemuziek, onder andere voor Berendzen op de melodie van Gaudeamus igitur.

### De jaren 1990
In 1991 verscheen een door Masterboy geproduceerde remix van haar eerste hit. Het daaropvolgende jaar probeerde Franziska Menke met het album Ich will's gefährlich een comeback, waaruit de kleine radiohit Ich hol doch keine Brötchen ontstond. In 1998 werd haar debuutalbum Hohe Berge gepubliceerd als cd, samen met bonusnummers, maxi-versies en alle B-kanten, waaronder ook het door Joachim Witt geschreven Fürstenhochzeit im Exil. Na de politieke omwenteling bestond er in de nieuwe Bundesländern een grote interesse aan de artiesten van de NDW, zodat Menke vaak samen met Geier Sturzflug, Markus, Peter Schilling en Joachim Witt optrad tijdens revivalconcerten. Vanaf de jaren 1990 schreef ze naast haar eigen liedjes ook vaker voor andere artiesten, zoals Mary Roos, Truck Stop en Domenica.

### De jaren 2000
Vanaf 2000 speelde Menke vaker in theaterproducties mee. Vervolgens ging ze in 2000 met het theaterstuk Let's Twist op een tournee door Duitsland. In 2004 trad ze op in Richys Traum in het Hamburgse Delphi Showpalast. Daar speelde ze ook van april 2005 tot april 2006 in het theaterstuk Sternenhimmel aan de zijde van ex-Trio-drummer Peter Behrens de vrouwelijke hoofdrol. In juli 2005 publiceerde ze als Fräulein Mencke het nieuwe album Einwandfrei, dat ze uitbracht bij het Indie-label van haar oude NDW-collega Harry Gutowski. Ze bracht het ook op de markt via haar internetsite.

### De jaren 2010
RTL noemde haar in de Chart-Show een van de 40 populairste zangeressen van Duitsland. In juli 2016 verscheen de song Das Leben ist ein Ponyhof met haar en de rapgroep Mahonie Records, welke video op YouTube binnen enkele dagen in het kader van een rap-contest bijna een half miljoen klikken opleverde. In januari 2017 nam ze deel aan het 11e seizoen van Ich bin ein Star – Holt mich hier raus! en verliet als eerste het kamp. De Bildzeitung noemde haar daardoor een van de winnaars van het seizoen, omdat ze daarom een maximale winst met minimale inspanning had. Aldus kon ze de volledige gage behouden op kosten van RTL en van een luxe leven genieten in een hotel.

## Privéleven
In 1986 bracht ze een dochter en in 1989 een zoon ter wereld, die ontsproten uit het huwelijk met een student. Dit huwelijk werd in 1997/1998 ontbonden.

## Discografie

### Singles
- 1980: Wie Du bist, als Franziska Menke
- 1982: Hohe Berge, als Fräulein Menke
- 1982: Traumboy, als Fräulein Menke
- 1983: Tretboot in Seenot, als Fräulein Menke
- 1983: Messeglück in Düsseldorf, als Fräulein Menke
- 1984: … die ganze Nacht, als Fräulein Menke
- 1991: Hohe Berge (Remix), als Fräulein Menke
- 1992: Ich will's gefährlich, als Franziska Menke
- 1993: Ich hol doch keine Brötchen, als Franziska Menke
- 1993: Himmel, als Franziska Menke
- 1994: Frau neben mir, als Franziska Menke
- 2007: Du bist nicht hier, samen met de band GAS
- 2010: Freunde, als Franzi Menke
- 2016: Das Leben ist ein Ponyhof, Mahonie Records ft. Fräulein Menke

### Albums
- 1982: Frl. Menke (Polydor – als lp, MC) (cd-publicatie onder de Titel Hohe Berge 1998)
- 1992: Ich will's gefährlich als Franziska Menke (Metronome – als cd)
- 2005: Einwandfrei (gumAudio – als cd)
- 2017: My Star (DA Music - erstes Best of-Album)

- Gemeinsame Normdatei: 134460448
- International Standard Name Identifier: 0000 0000 5547 2700
- Library of Congress Control Number: no98011827
- MusicBrainz: a02bcb1c-6299-4395-9a2a-7c21e2b35f6b
- Virtual International Authority File: 36529100
- WorldCat: E39PBJdRvKdhM737Bmbvxbd4v3